# La Cerca Blanca
La Cerca Blanca är en ort i Mexiko.   Den ligger i kommunen Yahualica de González Gallo och delstaten Jalisco, i den centrala delen av landet, 400 km väster om huvudstaden Mexico City. La Cerca Blanca ligger 1 795 meter över havet och antalet invånare är 273.
Terrängen runt La Cerca Blanca är kuperad österut, men västerut är den platt. Terrängen runt La Cerca Blanca sluttar österut. Runt La Cerca Blanca är det ganska glesbefolkat, med 47 invånare per kvadratkilometer. Närmaste större samhälle är Yahualica de González Gallo, 2,4 km norr om La Cerca Blanca. I omgivningarna runt La Cerca Blanca växer huvudsakligen savannskog.